# Аязгуловское сельское поселение
Аязгуловское се́льское поселе́ние — муниципальное образование в Аргаяшском районе Челябинской области Российской Федерации. В рамках административно-территориального устройства муниципальное образование  соответствует административно-территориальной единице Аязгуловский сельсовет.
Административный центр — деревня Аязгулова.

## История
Статус и границы сельского поселения установлены Законом Челябинской области от 12 ноября 2004 года № 292-ЗО «О статусе и границах Аргаяшского муниципального района и сельских поселений в его составе».

## Население
| 2002  | 2010  | 2011  | 2012  | 2013  | 2014  | 2015  |
| ----- | ----- | ----- | ----- | ----- | ----- | ----- |
| 2176  | ↘2000 | ↗2001 | ↗2007 | ↗2035 | ↗2054 | ↗2076 |
| 2016  | 2017  | 2018  | 2019  | 2020  | 2021  | 2023  |
| ↘2071 | ↗2086 | ↗2087 | ↗2113 | ↘2110 | ↗2293 | ↘2239 |

## Состав сельского поселения
| № | Населённый пункт   | Тип населённого пункта          | Население |
| - | ------------------ | ------------------------------- | --------- |
| 1 | Аязгулова          | деревня, административный центр | ↗633      |
| 2 | Большая Ультракова | деревня                         | ↘57       |
| 3 | Горный             | посёлок                         | ↘124      |
| 4 | Каракульмяк        | посёлок                         | ↘6        |
| 5 | Курманова          | деревня                         | ↘856      |
| 6 | Малая Ультракова   | деревня                         | ↘225      |
| 7 | Назырова           | деревня                         | ↘24       |
| 8 | Разъезд № 89       | посёлок                         | ↗19       |
| 9 | Утябаева           | деревня                         | ↗56       |

### Упразднённые населённые пункты
Изяшева  — упразднённая в 1980 году деревня.